# Can Parera (Mataró)
Can Parera és un edifici del municipi de Mataró (Maresme) que forma part de l'Inventari del Patrimoni Arquitectònic de Catalunya.

## Descripció
És un edifici civil adossat a dos edificis laterals. Consta d'una planta baixa i dos pisos. Una balconada recorre l'amplada de la façana a l'altura del primer pis. El conjunt destaca per l'ús d'elements decoratius de tipus historicista-neogòtic, com és el cas del coronament de l'edifici, especialment de les finestres superiors, decorades amb arcs profusament ornamentats amb escultura: arcuacions, elements florals, etc. La façana està coberta per esgrafiats de gran qualitat.